# Австро-сръбска конвенция
Конвенцията между Австро-Унгария и Сърбия от 1881 година е тайно политическо споразумение, с което австро-унгарското правителство гарантира подкрепата си за династията на Обреновичите и насърчава сръбското териториално разширение към Македония, за сметка на отказа на сръбския владетел Милан Обренович от претенции към Босна.
Конвенцията регламентира откъсването на Сърбия от сферата на руското влияние на Балканите и проавстрийската ѝ политика в последните две десетилетия на XIX век.

## Предпоставки
Опирайки се на Берлинският договор, през 1878 година Австро-Унгария окупира Босна и поставя под своя власт значително сръбско население. Споразумение с Русия от началото на юни 1881 година ѝ дава възможност да анексира в бъдеще тази област, която де юре е все още част от Османската империя. За да укрепи контрола си над Босна, правителството във Виена търси политическо споразумение и със Сръбското княжество като в хода на преговорите дава да се разбере, че в противен случай може да се стигне до окупация и на самата Сърбия.
От своя страна, княз Милан се стреми към подкрепа от Виена срещу конкурентната династия на Караджорджевичите, които са прогонени от Сърбия още през 1858 година, но все още имат много привърженици в страната. Сръбският княз се надява също така, че след практическата загуба на Босна ще може с австро-унгарска помощ да си осигури друга подвластна на османците област – Македония, за сметка на поддържаното от Русия Княжество България.
Чрез сближението с Австро-Унгария княз Милан и министър-председателят Милан Пирочанац се стремят да предотвратят осъществяването на Санстефанска България – проект, създаден от Русия в края на руско-турската война от 1877-1878 година, който ограничава потенциалното разширение на сръбската държава и зачерква изгледите ѝ за излаз на море. Първите опити за съединение на Княжество България и Източна Румелия обезпокояват сръбския княз, който вижда в тях стъпка към българско разширение в Македония. В хода на преговорите, поведени във Виена през април 1881 година, сръбските представители искат подкрепа за разширение на Сърбия до Солун, но получават негативен отговор от австро-унгарска страна.

## Условия на конвенцията
Условията на конвенцията са договорени във Виена между княз Милан и австро-унгарския външен министър Хайнрих фон Хаймерле и подписани на 16 (28) юни 1881 година в Белград от сръбския външен министър Чедомил Миятович и австроунгарския посланик барон Херберт. Според текста:
- Сърбия се ангажира да не допуска агитация от политически, верски или друг характер в Босна, Херцеговина и Новопазарския санджак срещу австро-унгарската монархия. От своя страна, Австро-Унгария се задължава да подкрепя управляващата династия в Сърбия (член 2).[7][8]
- Ако сръбският владетел се провъзгласи за крал, Австро-Унгария ще признае новата му титла без забавяне и ще съдейства за признанието на останалите европейски сили (член 3).[9][2]
- Сръбското правителство няма да може да договаря, нито да сключва политически споразумения с трети държави, без предварителното съгласие на Австро-Унгария. Същото се отнася и за допускане на чужди войски и доброволци на сръбска земя (член 4).[9][2]
- Двете страни се договарят да запазят една спрямо друга приятелски неутралитет, в случай че някоя от двете бъде заплашена или се озове в състояние на война (член 5). Член 6 на конвенцията предвижда сключване, при необходимост, на допълнително споразумение за военно сътрудничество.[9][10]
- Австро-Унгария се заема да осигури дипломатическа подкрепа за евентуално териториално разширение на Сърбия в южна посока (но не в Новопазарския санджак).[11][2]
- Конвенцията е тайна и е за срок от 10 години.[11][12]

## Последици
В изпълнение на поетите задъжения, сръбското правителство забранява всякаква подкрепа за Херцеговинско-босненското въстание срещу австро-унгарската окупация, избухнало няколко месеца след сключването на конвенцията.
Чрез конвенцията княз Милан си осигурява дипломатическо признание през февруари 1882 година, когато обявява Сърбия за кралство. Предвиденото военно споразумение не е подписано, но по време на Сръбско-българската война от 1885 година Австро-Унгария се намесва решително, за да спре настъплението на българските войски към Ниш и да отклони временно сръбския крал от желанието да абдикира.
Тайната конвенция е подновена на 9 февруари 1889 година – дни преди Милан да се отрече от престола в полза на малолетния си син Александър – като срокът на валидността ѝ е удължен до 1895 година, а в клаузата за сръбско териториално разширение е внесено уточнението „по посока на Вардарската долина... колкото обстоятелствата биха допуснали“. Регентът Йован Ристич, който поема властта след абдикацията на Милан, се задължава да спазва тези условия.
Конвенцията с Австро-Унгария е държана в тайна в продължение на 12 години. През 1893 година, когато става достояние на сръбската общественост, тя предизвиква силна негативна реакция срещу Обреновичите, а бившият крал Милан е заклеймен като национален предател заради отказа от Босна.